# Jeanne Adema

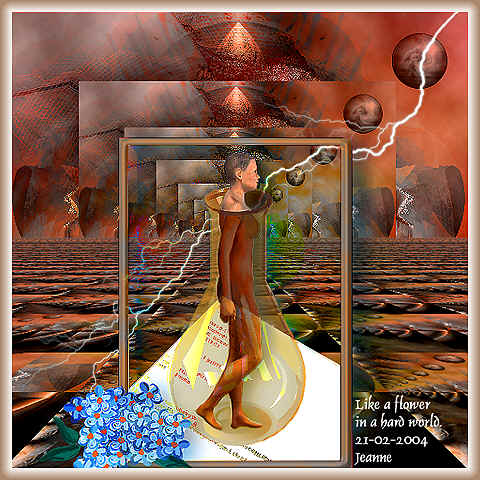
Like a flower in a hard world (2004)

Jeanne Adema (Leeuwarden, 26 januari 1944) is een Nederlands kunstenaar. 
Jeanne Adema studeerde in 1982 cum laude af aan Academie Vredeman de Vries in Leeuwarden. Haar studierichting was publiciteit en grafische vormgeving.
Jeanne Adema maakt haar kunst op de computer. Vóór 1992 maakte ze ook collages en aquarellen. Ze woont in haar geboorteplaats Leeuwarden.

## Exposities

### Solo
- 1983 Omrop Fryslân Leeuwarden

### Groep
- 2003 EHCC International Cyberart Exhibition, East Hawaii Cultural Center
- 2003 Kunstenaar van het jaar, Jaarbeurs van Utrecht
- 2005 Stadskantoor van Leeuwarden
- 2005 Wat je weggooit ben jezelf, Limburgs Museum, Venlo
- 2006 Stadskantoor van Leeuwarden
- 2010 Stadskantoor van Leeuwarden